# Између изгубљеног и неодржаног
„Између изгубљеног и неодржаног”  је српски  ТВ филм из 2004. године. Режирао га је Слободан Радовић а сценарио је написала Јелица Зупанц.

## Улоге
| Глумац                 | Улога                     |
| ---------------------- | ------------------------- |
| Војислав Воја Брајовић | Прота Матеја Ненадовић    |
| Владислав Михаиловић   | Глумац / Божидар Грујовић |